# Diabetes-Patienten-Verlaufsdokumentation
Die Diabetes-Patienten-Verlaufsdokumentation (DPV) (auch DPV-Initiative oder DPV-Register) ist eine Datenbank zur epidemiologischen Erfassung der Erkrankungsfälle an Diabetes mellitus bei Kindern, Jugendlichen und Erwachsenen.

## Beschreibung und Ziele
Das DPV-Register ist eine bundesweite Initiative zur Qualitätssicherung bei an Diabetes mellitus erkrankten Kindern, Jugendlichen und Erwachsenen, die 1995 gegründet wurde und am Institut für Epidemiologie und Medizinische Biometrie der Universität Ulm angesiedelt ist.
Mit ihrer Hilfe können die Daten zur Beschreibung der an Diabetes Erkrankten und ihrer medizinischen Behandlung multizentrisch erfasst, anonymisiert ausgewertet und für wissenschaftliche Analysen zur Verfügung gestellt werden.
Das Ziel der DPV-Initiative ist es, die Behandlungsergebnisse für Menschen mit Diabetes in der Routinetherapie durch standardisierte Dokumentation, objektiven Vergleich von Qualitätsindikationen und durch multizentrische Therapieforschung zu verbessern.

## Teilnehmende
Ende 2023 beteiligten sich 292 pädiatrische und 227 internistische Einrichtungen aus 467 Zentren in Deutschland, 45 in Österreich, 5 in der Schweiz und eins aus Luxemburg an der DPV-Initiative. Damit beteiligen sich nahezu alle deutschen Diabeteszentren. Hatte die DPV-Initiative ihren Ursprung in der Pädiatrie, waren zbis 2023 die Daten von über 113.00 Kinder, Jugendliche und jungen Erwachsenen mit Typ-1-Diabetes bis zum 20. Lebensjahr sowie von fast 620.000 Erwachsenen mit der DPV-Software der Uni Ulm standardisiert dokumentiert.

## Ergebnis
Für Kinder, Jugendliche und junge Erwachsene mit Diabetes mellitus liegt durch die Arbeit der DPV-Initiative ein sehr zuverlässiges, populationsbezogenes Bild vor und es können neben der aktuellen Versorgung auch Veränderungen von fast drei Jahrzehnten abgebildet werden.